# Honda Beat
La Honda Beat è un'autovettura spider a motore centrale prodotta dalla Honda tra il 1991 e il 1996. Date le sue caratteristiche fa parte delle vetture Keicar.

## Tecnica
Il design della vettura è stato realizzato da Pininfarina; grazie alle sue ridotte dimensioni e al peso di appena 760 kg, la Beat è considerata una vera e propria vettura ultraleggera. È sprovvista di rollbar e ha il tetto ripiegabile unicamente in maniera manuale, senza comandi elettronici. Inoltre, è stata la prima microcar ad avere i freni a disco di serie su tutte le ruote.

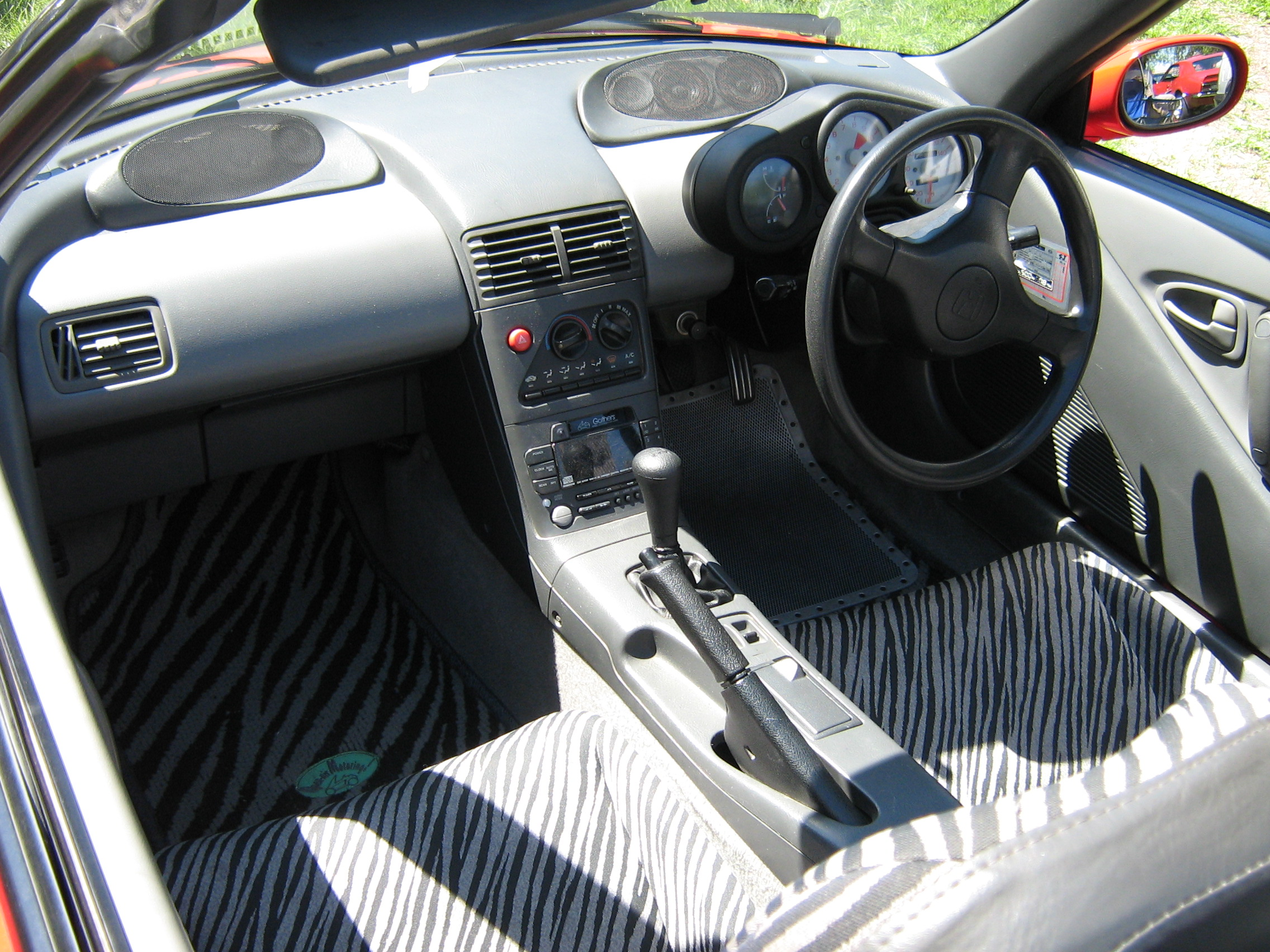
Interni

È stato possibile inserire delle prese d'aria per raffreddare il motore sui parafanghi posteriore grazie ad un'equilibrata ripartizione dei pesi (43% anteriore, 57% posteriore). Per migliorare la tenuta di strada, il veicolo è stato dotato di pneumatici di diametro diverso, rispettivamente 13 pollici quelli anteriori e 14 quelli posteriori.
Il motore aspirato da 656 cm³ a 3 cilindri in linea eroga 64 cv, con valvola a farfalla a più raccordi e centralina del motore con tecnologia derivata dalla Formula 1. Il cambio è manuale a 5 rapporti studiato per la rapidità degli innesti.
Gli interni sono molto particolari, in quanto la Beat è provvista di un quadro strumenti con 3 indicatori indipendenti di tipo motociclistico e sedili con un particolare motivo zebrato.
È uscita di produzione nel 1996 senza essere sostituita da alcun modello equivalente, tuttavia nel 2015 è entrata in produzione la Honda S660, una piccola Keicar sportiva ispirata alla Beat.